# Place Marcelin-Berthelot
La place Marcelin-Berthelot est une voie située entre le quartier de la Sorbonne du 5e arrondissement de Paris.

## Situation et accès
La place Marcelin-Berthelot est desservie à proximité par la ligne 10 à la station Maubert - Mutualité.

## Origine du nom
Cette place rend en hommage au chimiste Marcellin Berthelot (1827-1907).

## Historique

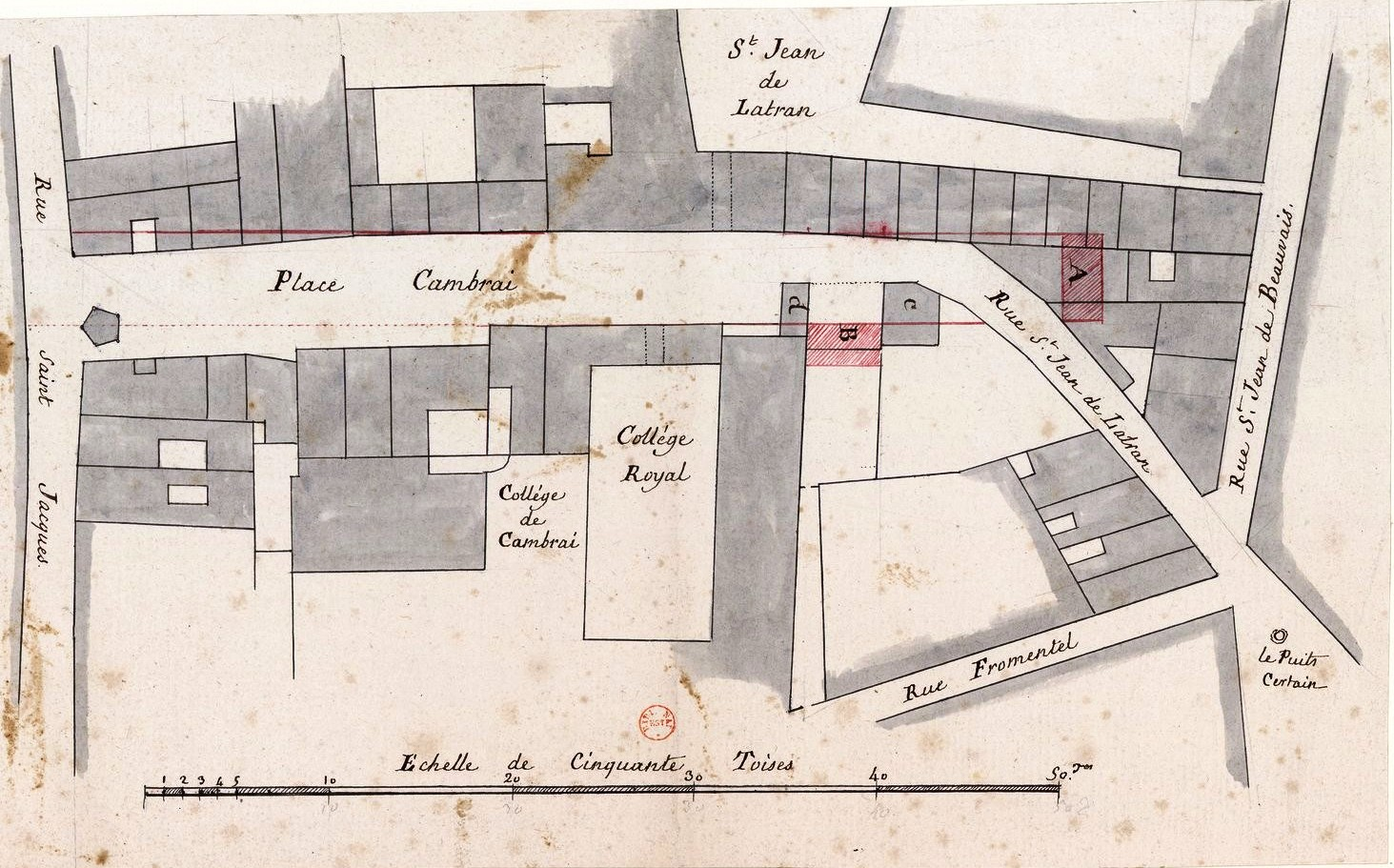
Plan parcellaire du quartier de la « place Cambrai », figurant notamment le Collège royal et le collège de Cambrai, au XVIIIe siècle.

Cette place fut dénommée en 1715 « place Cambray » ou « place Cambrai », du fait de la présence de la maison de l'évêque de Cambrai et du collège de Cambrai qui s'y situaient. Elle devient en 1877 la « place du Collège-de-France » en raison de sa localisation devant l'entrée de l'institution et prend son nom actuel par arrêté de 1907.

## Bâtiments remarquables et lieux de mémoire
La place Marcelin-Berthelot se situe devant le Collège de France, qui y possède son entrée principale au no 11. Elle accueille d'est en ouest :
- le square Yves-Coppens, qui abrite une statue de Pierre de Ronsard (vers la rue Jean-de-Beauvais) ;
- le square Auguste-Mariette-Pacha ;
- à côté de l'escalier central, le soubassement du monument dédié en 1917 à Marcellin Berthelot, démonté en 1941[3], dont le buste seul a été sauvé et se trouve désormais dans les jardins du Collège de France ;
- le square Michel-Foucault, qui possède celle de Dante (vers la rue Saint-Jacques).

Au centre de la place se trouve, en haut des escaliers, une statue de Claude Bernard (qui habitait en face, rue des Écoles), rappelant que le laboratoire qu'occupait le physiologiste de 1847 à 1878 lorsqu'il travaillait dans l'institution donnait directement sur celle-ci.

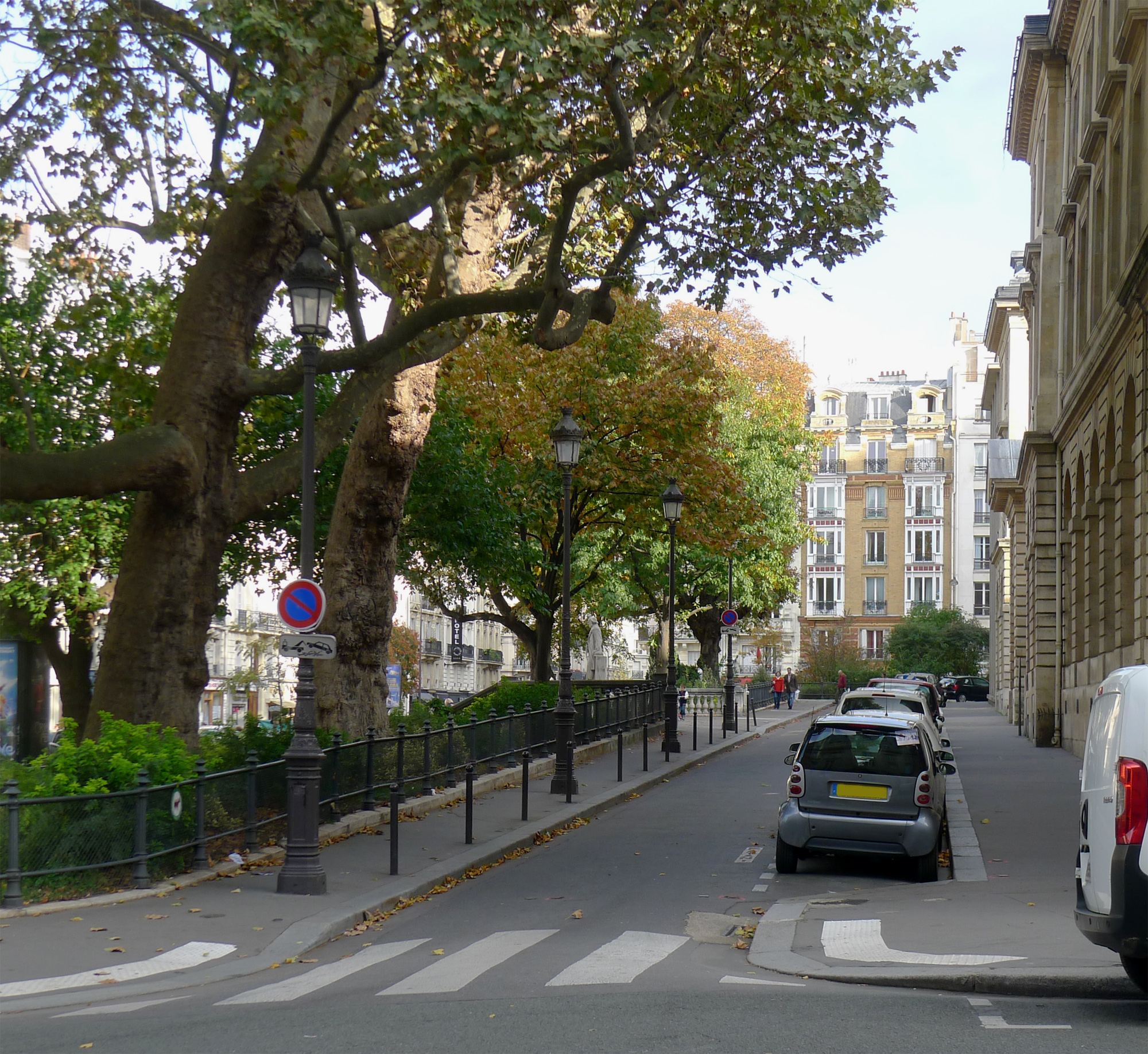
Place vue depuis la rue Saint-Jacques.
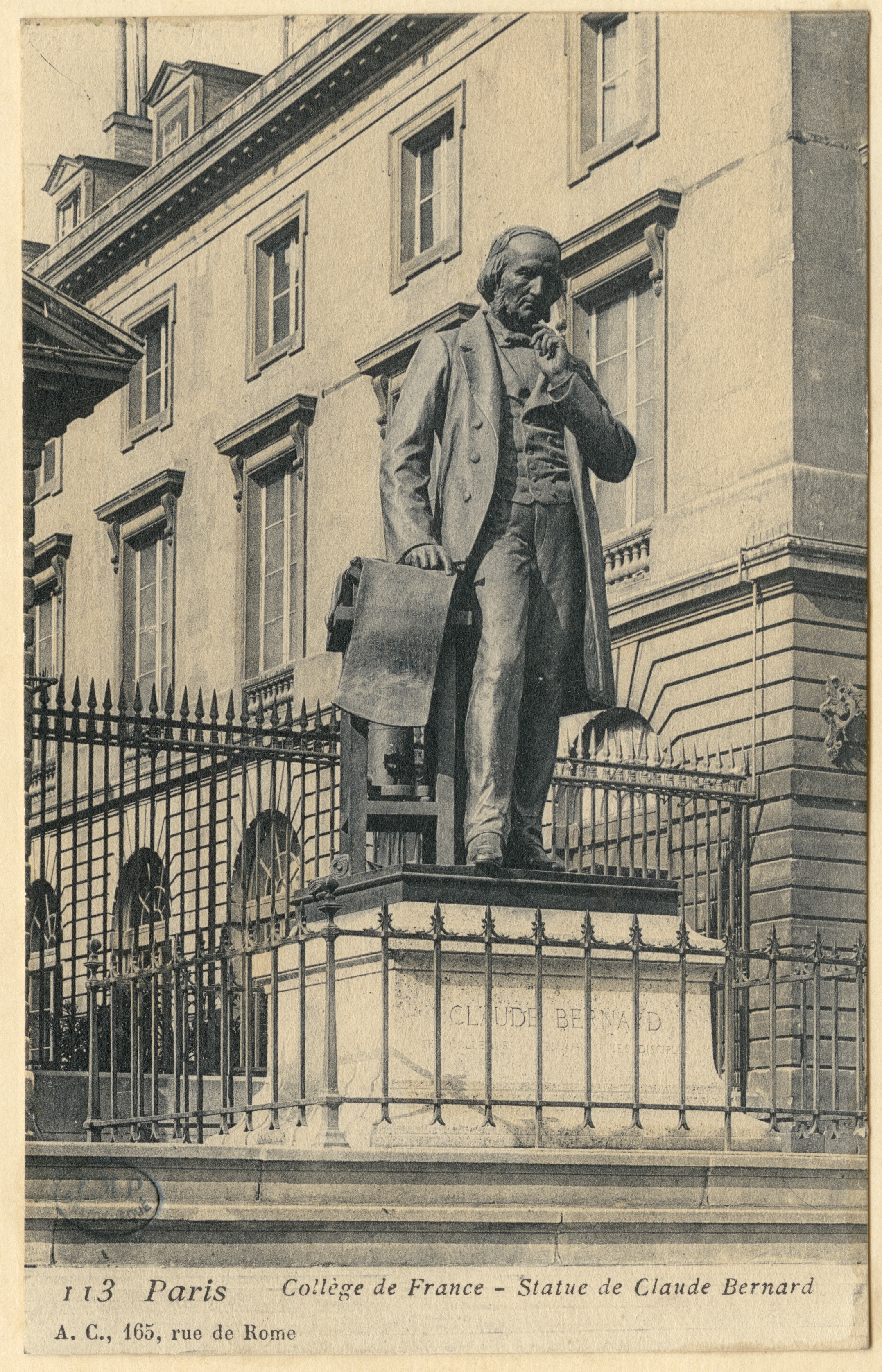
Première statue de Claude Bernard.
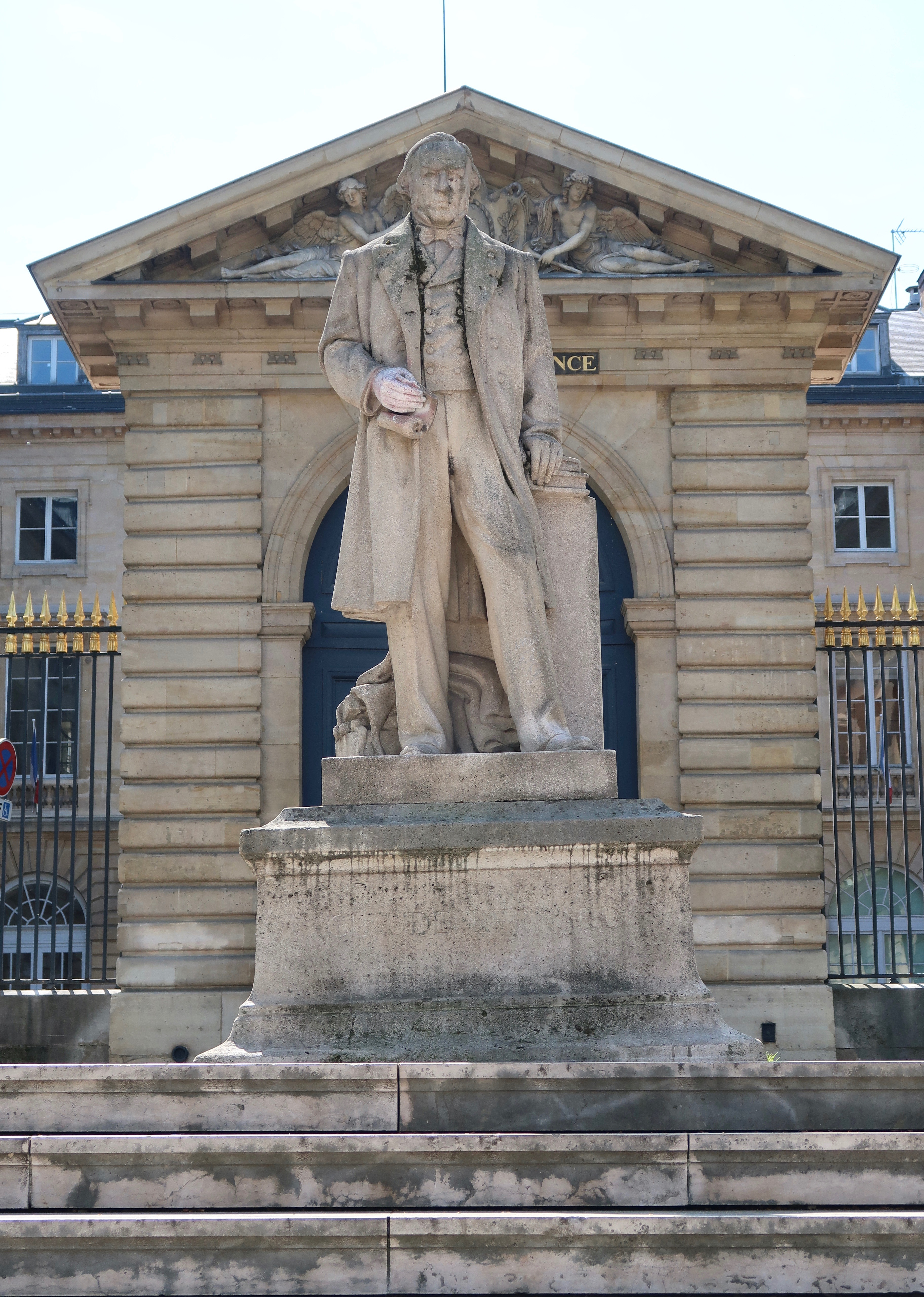
Seconde statue de Claude Bernard.
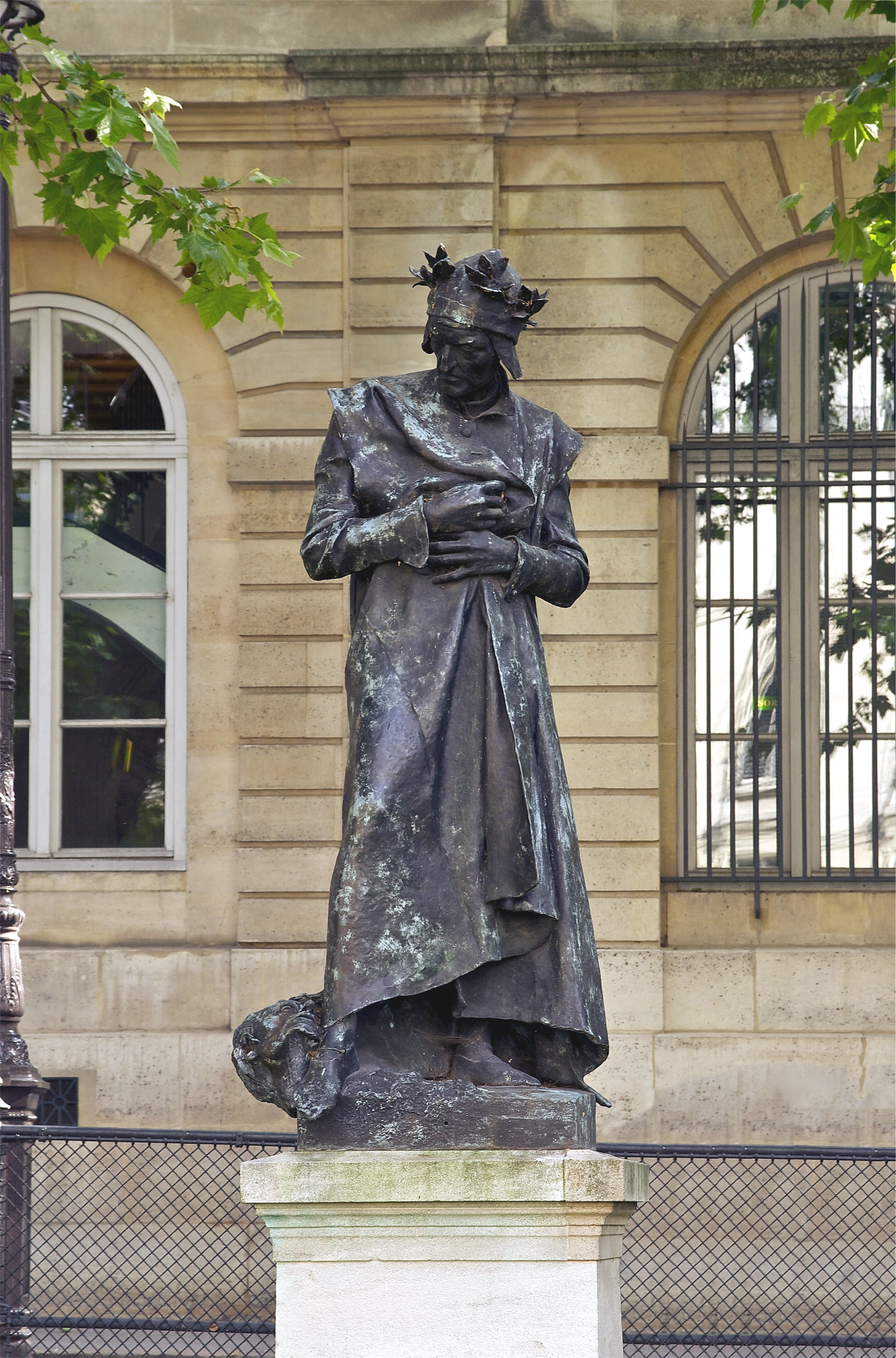
Statue de Dante par Jean-Paul Aubé dans le square Michel-Foucault.
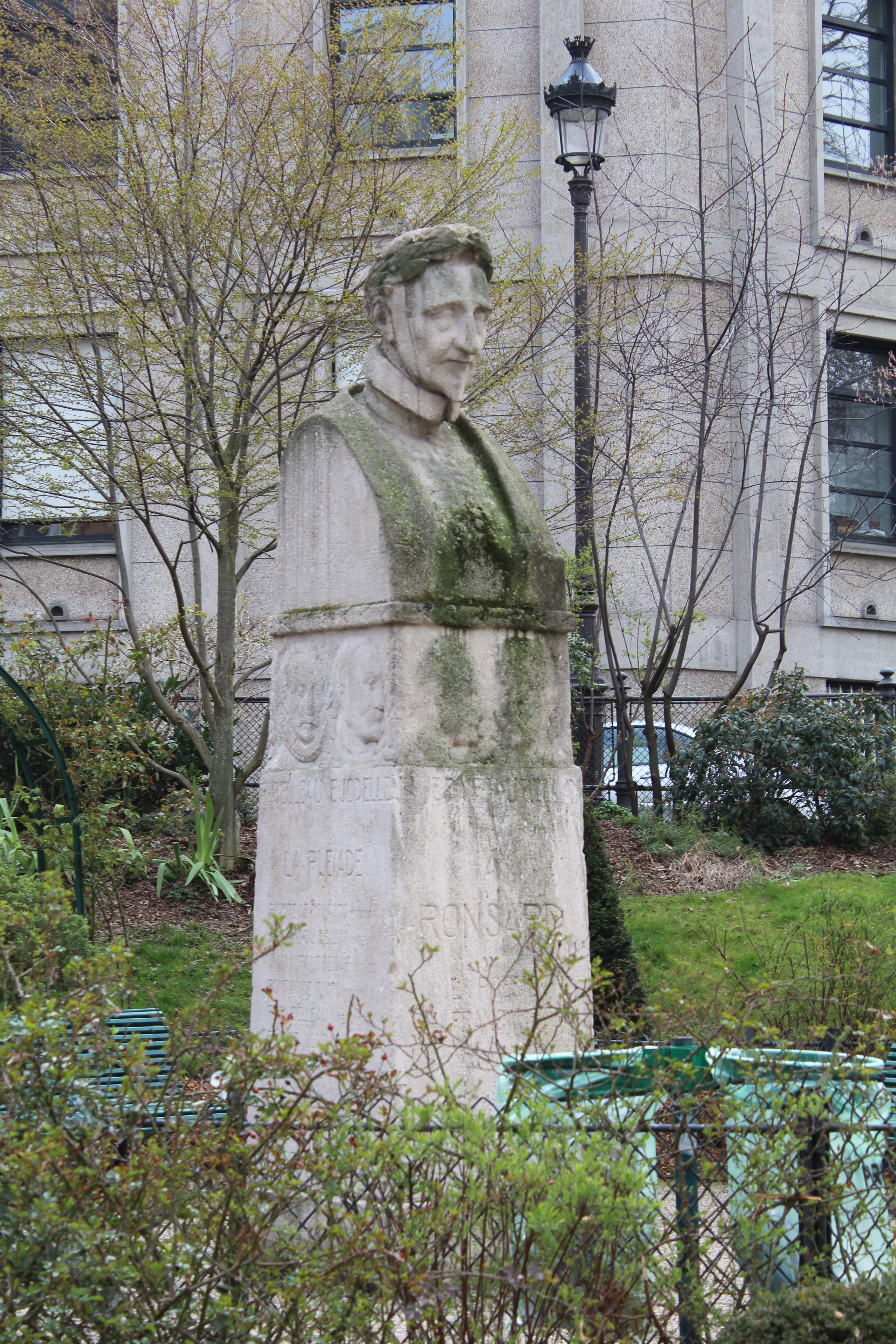
Statue de Ronsard dans le square Auguste-Mariette-Pacha.
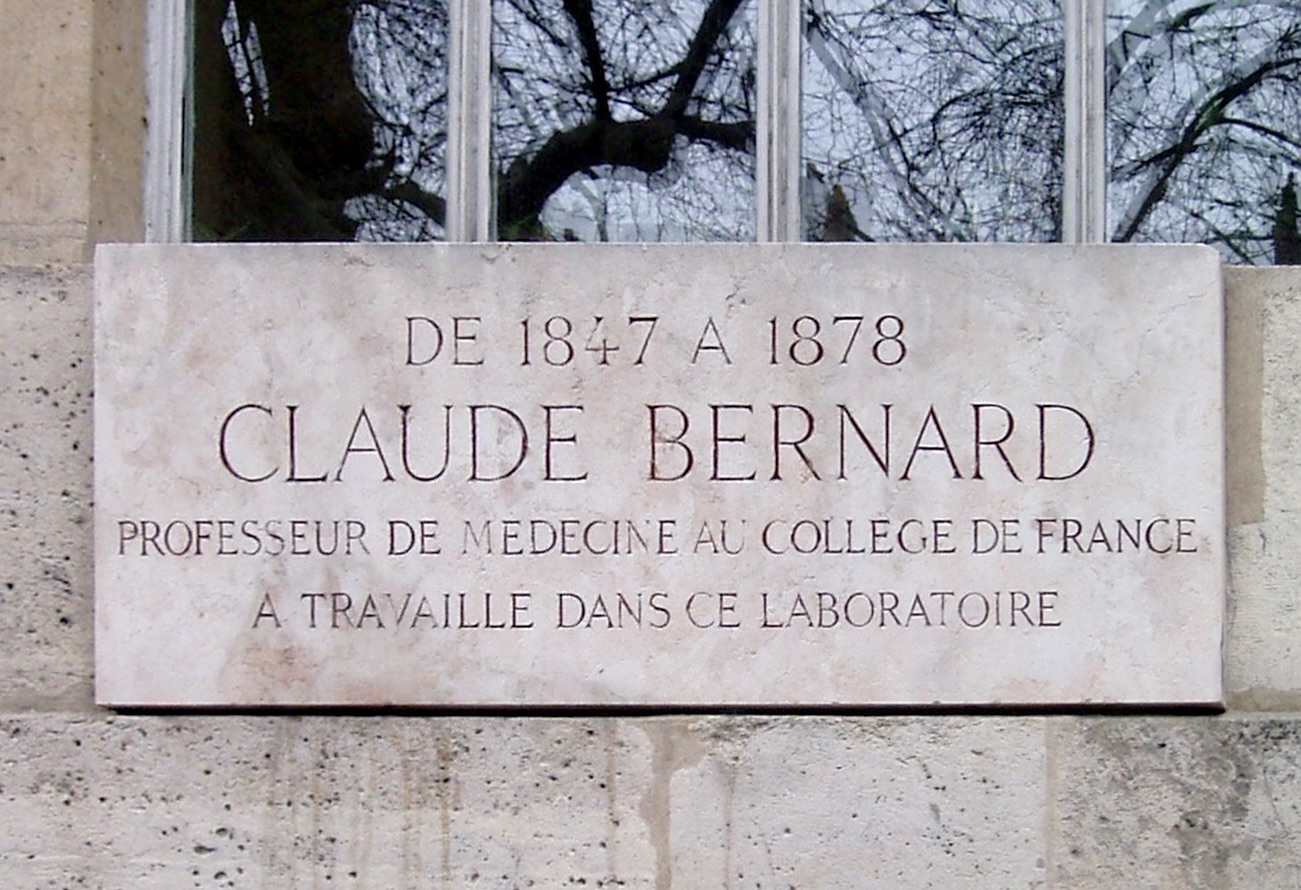
Plaque en hommage à Claude Bernard.